# Ouveillan
Ouveillan es una localidad  y comuna francesa, situada en el departamento del Aude en la región administrativa de Languedoc-Rosellón.
Sus habitantes reciben el gentilicio en francés Ouveillanais.

## Demografía
| 1790 | 1921 | 1888 | 1861 | 1882 | 1913 |
| Para los censos de 1962 a 1999 la población legal corresponde a la población sin duplicidades (Fuente: INSEE [Consultar]) |      |      |      |      |      |

## Lugares de interés
- Memorial 14-18 de René Iché (1927).
- Tumba del escultor René Iché.

## Hermanada con
- Fuente Álamo de Murcia,  España